# Grégory Béranger
Grégory Béranger (ur. 30 sierpnia 1981 w Cannes) – francuski piłkarz, grający w Elche CF. Występuje na pozycji obrońcy.
Jest wychowankiem klubu Cagnes-sur-Mer. Następnie trafił do AS Cannes, wywodzącego się z jego rodzinnej miejscowości. W 2003 roku zadebiutował w trzeciej lidze i grał tam do 2005 roku. Wtedy to przeniósł się do grającego w Segunda División Racingu de Ferrol, gdzie spędził jeden sezon, a w 2006 roku przeszedł do Numancii. Grał tam przez dwa lata, po czym przeszedł do Espanyolu. W sezonie 2009/2010 był wypożyczony do UD Las Palmas. Latem 2010 odszedł do Tenerife.